# Groenstaarttowie
De groenstaarttowie (Pipilo chlorurus) is een zangvogel uit de familie Emberizidae (gorzen).

## Verspreiding en leefgebied
Deze soort komt voor in de westelijke Verenigde Staten en overwintert in centraal Mexico.